# Водолієво
Водолі́єво (рос. Водолеево, чув. Водолеево) — присілок у складі Маріїнсько-Посадського району Чувашії, Росія. Входить до складу Приволзького сільського поселення.
Населення — 15 осіб (2010; 8 у 2002).
Національний склад:
- росіяни — 100 %